# Shanwe
Shanwe è una circoscrizione urbana (urban ward) della Tanzania situata nel distretto urbano di Mpanda, regione di Katavi. Conta una popolazione di 7 361 abitanti (censimento 2012).